# Musse Piggs pippi
Musse Piggs pippi (engelska: The Wayward Canary) är en amerikansk animerad kortfilm med Musse Pigg från 1932.

## Handling
Musse Pigg ger sin älskade Mimmi Pigg en kanariefågel i present. Det dröjer inte länge förrän hela huset är fullt av små kanariefåglar.

## Om filmen
Filmen är den 48:e Musse Pigg-kortfilmen som producerades och den tolfte som lanserades år 1932.

## Rollista
- Walt Disney – Musse Pigg
- Marcellite Garner – Mimmi Pigg
- Pinto Colvig – Pluto
- Toby Wing – kanariefåglar
- Marion Darlington – kanariefåglar[5]